# Quả hạch

Biểu đồ một dạng quả hạch điển hình.

Trong thực vật học, quả hạch là một loại quả trong đó phần mềm (vỏ quả ngoài hay đơn giản gọi là vỏ, và vỏ quả giữa hay phần cùi thịt) ở bên ngoài bao bọc quanh một "hạt" (hạch hay hột) bao gồm lớp vỏ quả trong đã cứng lại cùng với hạt giống (một số trường hợp cũng gọi là nhân) ở bên trong. Kiểu quả này phát triển lên từ một lá noãn, và chủ yếu từ các hoa với bầu nhụy thượng. Đặc trưng xác định quả hạt cứng là ở chỗ hạch cứng hóa gỗ (hay hột) của nó xuất phát từ thành bầu nhụy của hoa.
Như vậy, hạch (thông thường vẫn được gọi là hạt hoặc hột) không phải là hạt thực sự (hiểu theo nghĩa hạt giống) của quả. Hạt thực sự nằm trong hạch cứng đó. Hạt (hạch) này trong tiếng Anh không phải là nut như nhiều người vẫn nhầm, mà là drupe. Còn nut chính là quả kiên theo thuật ngữ chuyên ngành.
Một số loại quả có cùi thịt khác cũng có thể có lớp vỏ cứng bao bọc hạt, xuất phát từ lớp áo hạt bao quanh hạt. Nhưng chúng không phải là quả hạch.
Quả hạch thuộc loại quả thịt cùng với quả mọng
Một số loài thực vật hạt kín có quả hạch là cà phê chè, táo ta, xoài, ô liu, phần lớn các loài trong họ Cau (như chà là, dừa và cọ dầu), hồ trăn và tất cả các thành viên của chi Mận mơ (Prunus), bao gồm hạnh (trong đó lớp vỏ quả giữa là hơi dai), mơ Armenia, anh đào, mơ, đào và mận.
Quả hạch, với lớp vỏ quả giữa (cùi thịt) dày và có vị ngọt luôn hấp dẫn động vật như là một loại thức ăn ngon dành cho chúng, và quần thể thực vật cũng thu lợi từ việc phát tán hạt theo cách thức này. Lớp vỏ quả trong (hột hay hạch) thông thường bị động vật nuốt vào, di chuyển trong hệ tiêu hóa của chúng và trở lại mặt đất theo phân với hạt bên trong không bị tổn hại; đôi khi chúng bị rơi xuống mặt đất mà không cần phải đi theo con đường như trên ngay khi con vật ăn quả.
Nhiều loại quả hạch chứa sorbitol, là chất có thể làm tăng các tình trạng như co cứng ruột kết và rối loạn hấp thụ fructoza.
Quả dừa là dạng quả hạch, nhưng lớp vỏ quả giữa hóa xơ hay khô (vỏ khô), vì thế kiểu quả này được định nghĩa và phân loại như là quả khô đơn, quả hạch có xơ. Không giống như các loại quả hạch khác, hạt dừa không được phát tán bằng cách nuốt vào của động vật do kích thước lớn của nó. Tuy nhiên, nó có thể trôi nổi đi tới những khoảng cách rất xa xuyên qua đại dương.
Trong kiểu quả tụ thì quả bao gồm nhiều quả hạch nhỏ, mỗi quả hạch đó gọi là quả hạch con. Các quả của các loài mâm xôi là sự tổ hợp của các quả hạch con. Quả của mâm xôi xuất phát từ một hoa duy nhất với nhụy hoa là cấu thành của các lá noãn tự do. Tuy nhiên, quả dâu tằm, trông khá giống quả mâm xôi, trên thực tế lại xuất phát từ các chùm hoa đuôi sóc, mỗi quả hạch con như thế thuộc về mỗi hoa khác nhau và chúng kết hợp lại với nhau để tạo thành dạng quả phức.

## Thư viện ảnh

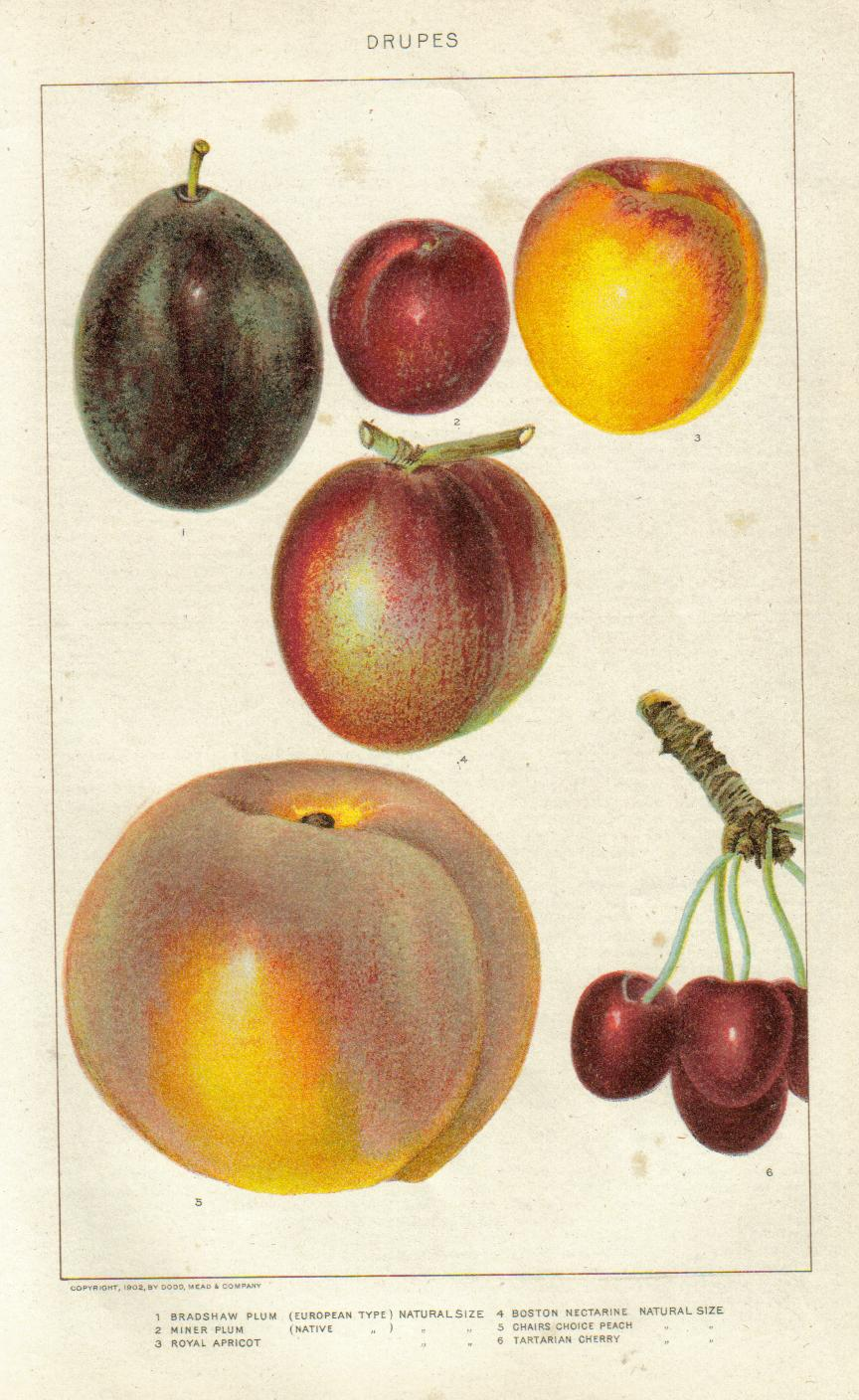
Một số loại quả hạch.
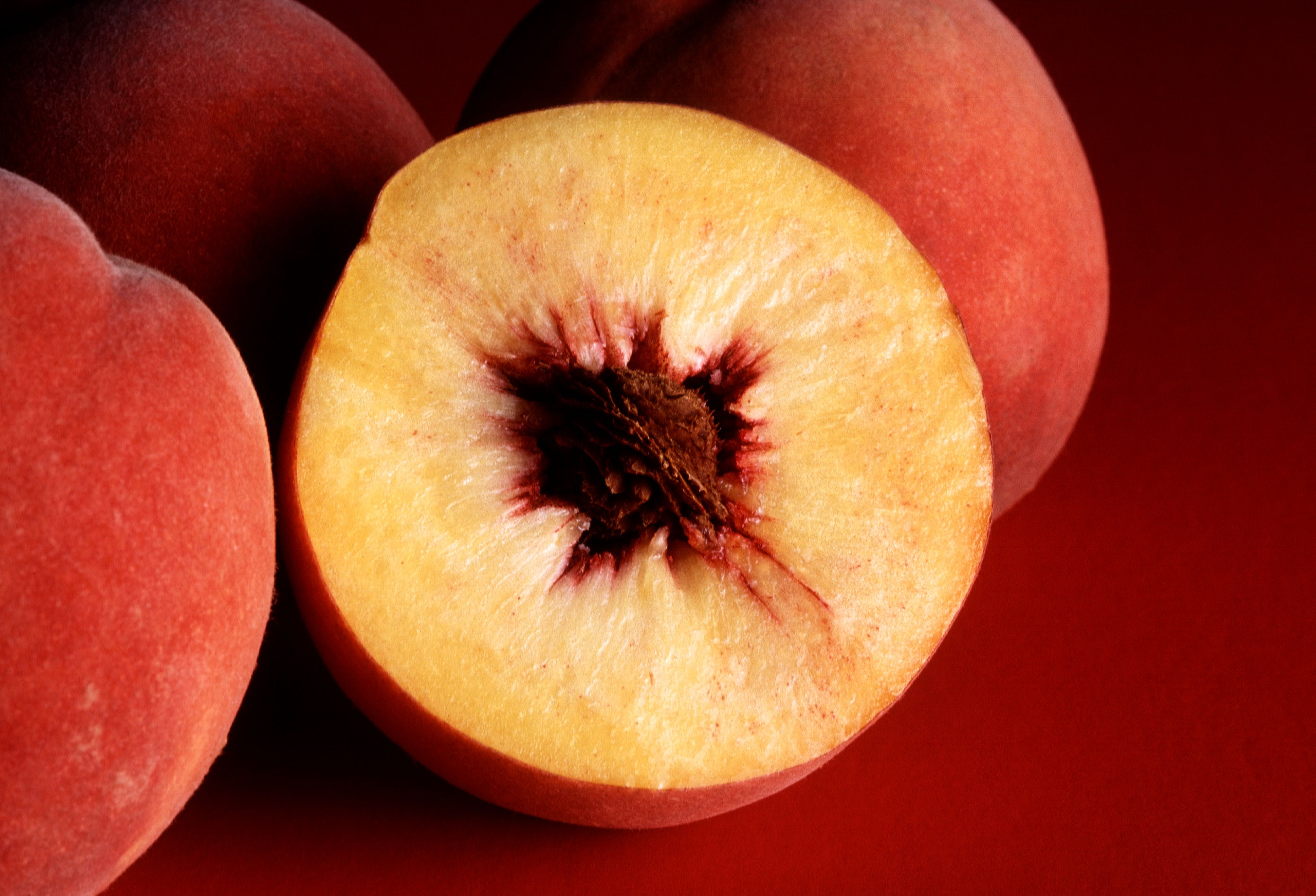
Quả đào là một loại quả hạch điển hình.
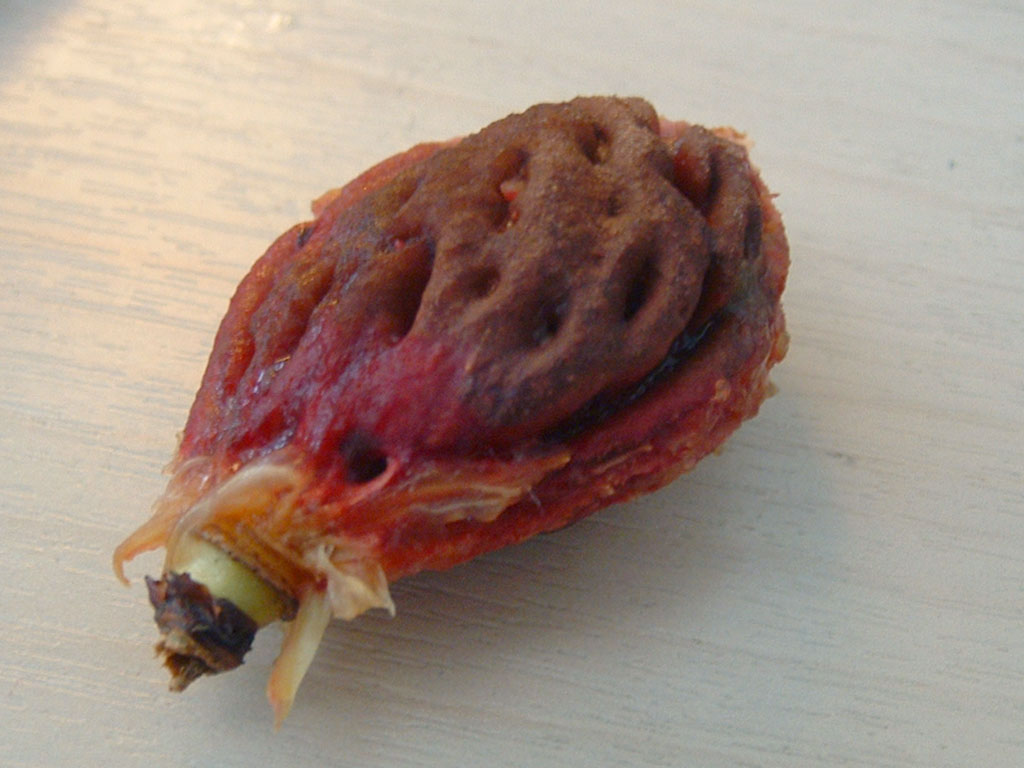
Hột của quả xuân đào.
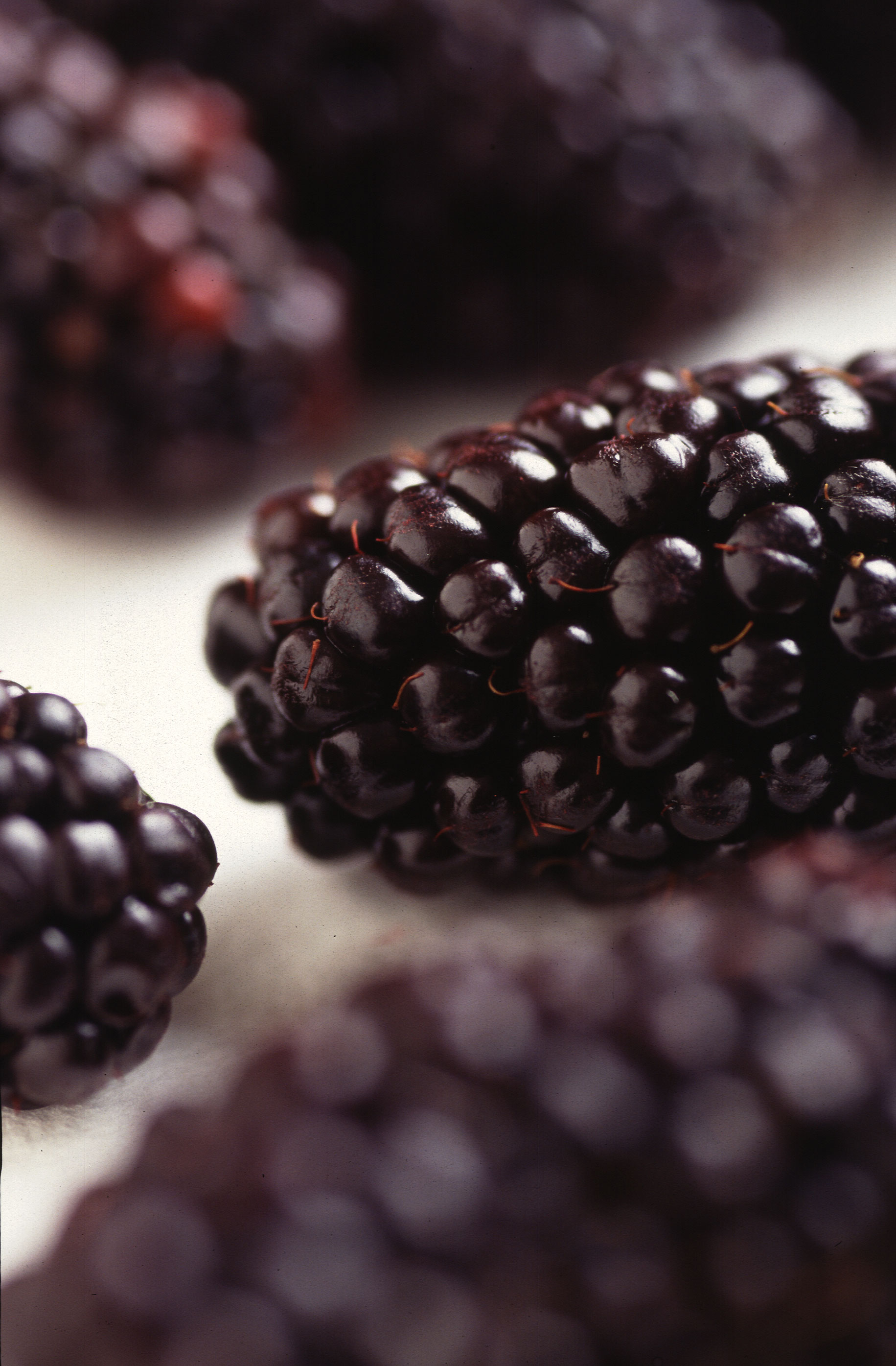
Quả mâm xôi (ngấy) là quả tụ bao gồm các quả hạch con.